# Descent (joc video)
Descent este un joc de împușcături la persoana I (FPS) dezvoltat de Parallax Software și lansat de Interplay Productions în 1995 pentru MS-DOS și mai târziu pentru Macintosh, PlayStation și RISC OS⁠(d). A popularizat un subgen de jocuri FPS care utilizează șase grade de libertate și a fost primul FPS care a prezentat o grafică 3D în întregime. Jucătorul este distribuit ca un mercenar angajat pentru a elimina amenințarea unui virus de computer extraterestru misterios care infectează roboții minieri din afara lumii. Printr-o serie de mine din Sistemul Solar, protagonistul pilotează o navă spațială și trebuie să localizeze și să distrugă reactorul de alimentare al minelor și să scape din a fi prins în autodistrugerea acestora, învingând roboții adversari pe parcurs. Jucătorii pot juca online și pot concura fie în meciuri mortale⁠(d), fie pot coopera pentru a înfrunta roboții.
Descent a fost un succes comercial. Împreună cu continuarea sa, a vândut peste 1,1 milioane de exemplare până în 1998 și a fost apreciat de critici. Comentatorii și recenzorii l-au comparat cu Doom și i-au lăudat gama nelimitată de mișcare și grafica 3D completă. Combinația dintre mecanica tradițională de împușcături la persoana întâi cu cea a unui simulator de zbor spațial a fost de asemenea bine primită. Plângerile s-au concentrat asupra frecvenței jucătorului de a deveni dezorientat și asupra potențialului de a induce rău de mișcare. Succesul jocului a dat naștere unor expansiuni și a continuărilor Descent II⁠(d) (1996) și Descent 3⁠(d) (1999).
| 1995 | Descent                                         |
| 1996 | Descent: Levels of the World                    |
| 1996 | Descent II⁠(d)                                   |
| 1996 | Descent II: Vertigo Series / The Infinite Abyss |
| 1997 |                                                 |
| 1998 |                                                 |
| 1999 | Descent 3⁠(d)                                    |
| 1999 | Descent 3: Mercenary                            |

## Gameplay
Pentru a obține acces la reactor, jucătorul trebuie să colecteze una sau o combinație dintre cele trei chei de acces colorate pentru fiecare nivel. Ca obiectiv secundar, jucătorul poate alege să salveze lucrătorii PTMC (Post Terran Mining Corporation) care au fost luați ostatici de roboții infectați.

## Complot
Descent are loc în 2169. Povestea începe cu un sesiune de informare⁠(d) între directorul PTMC S. Dravis și personajul jucătorului, cel mai bun „Material Defender” al PTMC, care este angajat ca mercenar pentru a elimina amenințarea unui virus de computer extraterestru misterios care infectează mașinile și roboții folosiți pentru operațiuni miniere din afara Pământului.
PTMC a dezvoltat numeroase mine pe planetele și lunile Sistemului Solar pentru o varietate de utilizări, inclusiv extracția de resurse minerale, cercetarea științifică și instalațiile militare. Înainte de a intra într-o mină, jucătorul primește informații despre roboții folosiți acolo, totuși virusul informatic a dus la modificarea considerabilă a unor roboți existenți sau chiar la producerea unor roboți noi despre care PTMC nu știe. Jucătorul începe cu minele amplasate pe Lună și mai târziu trece la Venus și la Mercur, unde un robot-șef trebuie distrus. Ulterior, minele progresează mai departe de Soare, pe măsură ce jucătorul vizitează Marte, apoi lunile lui Jupiter, Saturn, Uranus, Neptun și, în cele din urmă, până la Pluto și luna sa Charon. Jucătorul accesează cele trei niveluri secrete situate în centura de asteroizi folosind uși de ieșire alternative ascunse în anumite niveluri.:219
După ce a învins robotul-șef de pe Charon, personajul jucătorului este informat că nu se poate întoarce la sediul PTMC pe orbita Pământului, deoarece există șansa ca nava sa să fie infectată cu același virus ca și roboții învinși. Angajatorul său menționează, de asemenea, că PTMC a pierdut contactul cu instalațiile lor din spațiul îndepărtat din afara Sistemului Solar, sugerând evenimentele din continuare. 

## Recepție
Descent a avut un mare succes comercial. Împreună cu continuarea sa, s-a vândut în peste 1,1 milioane de exemplare până în 1998 și a fost apreciat de critici. Comentatorii și recenzorii l-au comparat cu Doom și i-au lăudat gama nelimitată de mișcare și grafica 3D completă.